# Pyresthesis
Pyresthesis là một chi nhện trong họ Thomisidae.